# Michel Campillo
Michel Campillo est un géophysicien et sismologue français. Il est né en 1957 et a grandi au Chambon sur Lignon.

## Biographie
Après un cursus universitaire de Physique à Saint Étienne et Grenoble, il se tourne vers la géophysique.
- Maitrise de Physique. 1979
- Thèse de 3e cycle : Calcul de la radiation en champ proche d’une source sismique dynamique. 1982 (directeur Michel Bouchon)
- Thèse d’état : Sismogrammes synthétiques dans les milieux élastiques hétérogènes : développement méthodologique et applications. 1986

Il deviendra chercheur au CNRS (1983-1989) puis professeur à l’Université de Grenoble (1989) au Laboratoire de Géophysique Interne et Tectonophysique (devenu depuis Institut des Sciences de la Terre) qu’il dirigera de 1997 à 2002.
Il passera plusieurs séjours à University of Southern California, à University of California Santa Barbara, au Massachusetts Institute of Technology et au GeoForschungsZentrum-Potsdam.
Il est actuellement professeur à l’Université Grenoble-Alpes.
Il porte avec Olivier Michel (Professeur à Grenoble-INP) la chaire "Artificial Intelligence for natural hazard and geo-resources" de l’Institut interdisciplinaire d’intelligence artificielle de Grenoble.
Il est membre de l’Académie des sciences,et de l’Institut universitaire de France.

## Travaux scientifiques

### Activités scientifiques
Michel Campillo est sismologue. Il s’intéresse donc à la fois aux processus responsables des tremblements de terre et aux ondes sismiques qui révèlent la structure de la Terre. Il a étudié les grands tremblements de terre mais aussi les phénomènes de déformation transitoire mis en évidence ces dernières années. Il a proposé des méthodes innovantes pour l’imagerie de la Terre à partir du bruit sismique ambiant et des ondes multiplement diffusées.  Ses travaux actuels portent sur le suivi temporel des propriétés mécaniques des roches associées aux déformations tectoniques.
Il a travaillé dans un cadre de collaborations interdisciplinaire et internationale et de manière très proche avec des étudiants ou des post-docs avec qui il a publié plus de 200 articles. Ses premiers travaux ont concerné la modélisation du rayonnement sismique de fissures dynamiques puis l'imagerie du processus de rupture des grands séismes grâce à l’inversion dans le domaine spectral de données sismiques et géodésiques locales. Il a ensuite analysé la phase d’initiation du glissement, caractérisé la transition stable / instable dans des géométries complexes et introduit le concept de friction effective d'une faille hétérogène. Plus récemment il s’est intéressé aux séismes lents et en particulier à leur caractère intermittent.
Michel Campillo a étudié la propagation des ondes par l’analyse des données et par la simulation numérique, en particulier avec des méthodes d’équations intégrales et des applications au risque sismique. Ces travaux ont montré l’importance du régime de diffusion multiple des ondes sismiques, ce qui a conduit à considérer ces dernières dans la perspective de la physique mésoscopique. Cela a amené à la reconstruction de la réponse de la Terre entre deux points distants à l'aide d’enregistrements continus du bruit ambiant. Cette approche passive a produit des images tomographiques 3D d’une résolution sans précédent et ouvert la voie au suivi temporel des propriétés mécaniques à long terme. Il étudie aujourd’hui les faibles changements associés aux déformations tectoniques dans les zones de faille et la micro-sismicité qui les accompagne.

### Principales publications
Michel Campillo a pointé la conjonction d’effets liés à la rupture sismique, à la propagation des ondes et aux conditions locales pour expliquer les lourds dégâts produits à Mexico par le séisme de Michoacan. La terminologie ‘source, path and site effects’ est largement utilisée. Il a introduit l’utilisation conjointe des données sismiques et d’interférométrie radar dans une inversion non-linéaire de l’évolution du glissement lors d’un grand séisme et a montré l’existence de corrélations à longue-portée dans les champs d’ondes sismiques multiplement diffractées et a ouvert la voie à l’utilisation du bruit ambient pour l’imagerie sismique.
Michel Campillo et Anne Paul ont montré l’existence de corrélations à longue-portée dans les champs d’ondes sismiques multiplement diffractées et ceci a ouvert la voie à l'utilisation du bruit ambiant pour l'imagerie sismique. La première utilisation du bruit sismique pour réaliser une tomographie sismique à l'échelle régionale a été menée sur la Californie. Des centaines d’applications quasiment à l’identique ont été réalisées depuis dans différentes parties du monde. C'est dans un article méthodologique qu'il a montré l’étendue des possibilités de l’utilisation des corrélations de bruit comme sismogrammes virtuels contenant ondes directes, ondes de surface et coda d’ondes diffractées. L’utilisation de corrélations d’ordre supérieures est aujourd’hui en plein essor.
La démonstration qu’un séisme modéré produit des changements des paramètres élastiques dans la croûte et que les changements de vitesse sismique associés peuvent être mesurés continument à partir du bruit ambiant a pu être faite. Les propriétés des champs d’ondes sismiques diffus (partition des énergies entre les modes) ont été mesurés et modélisés pour démontrer comment ces observables portent l’information sur la structure sous les stations. C’est un sujet en plein essor en sismologie de l’ingénieur.
Michel Campillo a discuté des parts relatives pour la rupture sismique des propriétés locales de la friction et de leur hétérogénéité spatiale. Il montre en élasticité 3D la pertinence du concept de friction effective introduite dans Campillo et al. (2001) pour décrire le comportement à grande échelle de la rupture (durée d’initiation, distribution du glissement, vitesse de rupture. ..). Il a également publié la première application de l’analyse du bruit ambiant aux structures profondes. Ces résultats ont été étendus jusqu’au noyau et le domaine est en pleine expansion.
Pour la première fois une analyse continue des changements temporels des vitesses sismiques à l’échelle régionale a été réalisée en utilisant les données du réseau japonais qui préfigure les réseaux du futur. La « susceptibilité sismique » mesure la sensibilité des roches aux effets non-linéaires, susceptibilité qui est maximale dans les édifices et volcaniques d’Honshu.
Un travail récent est une conclusion (temporaire) des travaux sur les phénomènes de glissements lents et de tremors, de nouvelles classes d’observations sismiques découvertes au XXIe siècle.  Il y est montré que contrairement à l’idée intuitive qui domine, les grands glissements transitoires avec des magnitudes supérieures à 7 et des durées de plusieurs mois ne sont pas des phénomènes lisses et continus mais des processus intermittents de glissement à des échelles de temps courts.  Ces observations remettent en question les modèles de friction proposés pour ces événements et ouvrent un nouveau champ d’investigation.

## Fonctions et distinctions

### Fonctions
- Directeur, Formation Doctorale ‘Mécanique des Milieux Géophysiques et Environnement‘ (1995-1997)
- Directeur, Laboratoire de Géophysique Interne et Tectonophysique de l’Université Joseph Fourier, CNRS UMR 5559 (1997-2002)
- Directeur du Programme National ACI ‘Risques telluriques’ du Ministère de la recherche et de la Technologie (1999-2002)
- Membre du comité d’éthique du CNRS (2007-2017)
- Membre du Conseil d’Administration de l’Université Joseph Fourier (2008-2012)
- Board of Directors of the Seismological Society of America (2011-2014)

### Distinctions
- Prix Gabriel Sand de l’Académie des sciences, 1991
- Institut Universitaire de France, membre junior, 1994
- Médaille d’argent du CNRS, 2003
- Prix Jaffé de l’Académie des sciences, 2005[19]
- Institut Universitaire de France, membre senior, 2006[6]
- Fellow of the American Geophysical Union (AGU)
- Gutenberg Lecturer, Seismology section of AGU, 2008
- European Research Council Advanced Grant, 2009
- Lorànd Eötvös Award (best paper award with P. Gouedard et al.) European Association of Geoscientists and Engineers, 2009
- Beno Gutenberg Medal, European Geosciences Union, 2012
- Grand prix scientifique de la Fondation Del Duca/Institut de France, 2013[20]
- Selection de Shapiro and Campillo (2004) par GRL pour 40th Anniversary Collection of the 40 most influential papers, 2014
- Chevalier de la Légion d'honneur, 2015[21]
- European Research Council Advanced Grant, 2017
- Humbold Research Prize. The Alexander von Humboldt Fundation, Allemagne, 2017[22].
- Officier de l'ordre national du Mérite, 2023[23].